# Tewane
Tewane est une ville du Botswana.